# パン・タデウシュ物語
『パン・タデウシュ物語』（パンタデウシュものがたり、Pan Tadeusz）は1999年のポーランド・フランスの歴史映画。
ポーランド文学の最高傑作と言われるアダム・ミツキェヴィチの長編叙事詩『パン・タデウシュ』をポーランド映画界の巨匠アンジェイ・ワイダ監督により完全映画化した作品である。
出演はボグスワフ・リンダとミハウ・ジェブロフスキなど。
なお、「パン（Pan）」はポーランド語で「男性の主人」を意味し、2人称の敬称や、人名の頭に付けることで「〜氏、〜さん」の意味（英語の「Mr.」に相当）にも使われる。
同原作の映像化作品としては1928年のポーランドのサイレント映画『Pan Tadeusz』がある。

## ストーリー
ナポレオンのモスクワ遠征を目前に控えた1811年から1812年のリトアニアの農村を舞台に、対立する小貴族（シュラフタ）ソプリツァ家とホレシュコ家に生まれた若い男女の愛を、ロシア帝国の支配下にあった当時のリトアニアの歴史を背景に描く。
原作者であるミツキェヴィチがパリでポーランド人亡命者らを前に原作を朗読する形式で物語が構成されている。

## キャスト
- ローバク司祭: ボグスワフ・リンダ（ポーランド語版） - 行方不明のヤツェクとの連絡係。顔に傷がある。
- タデウシュ: ミハウ・ジェブロフスキ（ポーランド語版） - ソプリツァ家の青年。ヤツェクの息子。
- ゾーシャ・ホレシュクフナ: アリツィア・バフレダ＝ツルシ（ポーランド語版） - 没落したホレシュコ家の孤児。
- テリメーナ: グラジーナ・シャポウォフスカ（ポーランド語版） - ゾーシャの後見人。
- ソプリツァ判事: アンジェイ・セヴェリン（ポーランド語版） - タデウシュの叔父（父ヤツェクの弟）。
- ホレシュコ伯爵: マレク・コンドラト（ポーランド語版） - ゾーシャの遠戚。
- ゲルヴァズィ: ダニエル・オルブリフスキー - ホレシュコ卿の忠臣。ソプリツァ家への復讐を誓う。
- アダム・ミツキェヴィチ: クシシュトフ・コルベルゲル（ポーランド語版） - 物語の原作者。

## トリビア
本作は、ポーランド出身のローマ教皇（当時）ヨハネ・パウロ2世とアンジェイ・ワイダ監督が出席した、バチカンでの私的な上映会で初上映された。教皇は「アダム・ミツキエヴィチがこの映画を見たら、どんなに喜んだことでしょう。」との感想を述べている。
ヒロイン・ゾーシャを演じたアリツィア・バフレダ＝ツルシはオーディションでワイダ監督が見出した高校生で、これが女優としてのデビュー作である。因みに、彼女は2009年にアイルランド出身のハリウッド俳優コリン・ファレルの息子を生んだことでも知られる。